# Vigatto
Vigatto è un quartiere di Parma. Costituì un comune autonomo fino al 1962, quando fu sciolto e annesso al capoluogo di provincia. Prende il nome dall'omonima frazione situata lungo strada Martinella e comprende vari nuclei abitati sparsi nel territorio.

## Geografia fisica
La località di Vigatto sorge lungo strada Martinella in posizione pianeggiante, sulla sponda sinistra del torrente Parma, e dista 9,17 km dal centro della città.
I confine del quartiere sono determinati dalla Tangenziale Sud a nord, dal torrente Parma a est, dai comuni di Langhirano e di Felino a sud e dal torrente Baganza a ovest; il quartiere è inoltre attraversato dal torrente Cinghio, che bagna le frazioni di Carignano e Gaione.

## Origini del nome
La località, detta in epoca medievale Vicocatulo e successivamente Vigatulo, deriva forse il suo nome dal latino Vicus Catuli, in onore del console romano Quinto Lutazio Catulo, che nel 101 a.C. avrebbe utilizzato come guerrieri alcuni coloni del piccolo centro abitato nella vittoriosa battaglia dei Campi Raudii contro i Cimbri; secondo altre ipotesi, l'origine sarebbe più recente, dal germanico Vicus Gatuli.

## Storia
Secondo alcune ipotesi, il primo insediamento abitato sarebbe sorto in epoca romana, all'epoca della centuriazione del territorio per scopi agricoli, oppure sarebbe stato fondato dai Longobardi nell'Alto Medioevo, con funzioni prevalentemente militari.
La più antica testimonianza scritta dell'esistenza del villaggio risale al 1º giugno 880, quando Vicogatuli fu citata in un documento.
L'abitato fu menzionato anche nel 994 e nel 995, in due donazioni, e nuovamente nel 1028, in un atto di vendita di numerose terre da parte di Ildegarda, moglie del longobardo Oddone; altre citazioni di Vicogatuli in documenti notarili risalgono al 1041 e al 1092. Il 12 aprile 1138 con una bolla il papa Innocenzo II confermò alla badessa Agnese di Sant'Alessandro di Parma il possesso di numerose proprietà, tra cui alcuni beni a Vigattuli.
Agli inizi del XV secolo il territorio di Vigatto apparteneva ai fratelli Pietro e Giacomo de' Rossi; tra il 1403 e il 1405 il borgo fu depredato in più riprese dai Terzi e dai loro alleati durante gli scontri con la famiglia rivale e nel 1408 fu conquistato dalle truppe di Ottobuono de' Terzi.
Durante la guerra dei Rossi, nel 1482 le milizie di Guido de' Rossi occuparono l'abitato prima di proseguire per Alberi, ove conquistarono la torre appartenente ad Andrea Bajardi, alleato di Ludovico il Moro.
In epoca napoleonica, per effetto del decreto Nardon del 1806, fu istituito il nuovo comune (o mairie) di Vigatto, comprendente le frazioni di Alberi, Antognano, Carignano, Corcagnano, Gaione e San Ruffino, cui fu aggiunta tre anni dopo Panocchia, inizialmente assegnata a San Martino Sinzano; la sede del municipio fu posta a Corcagnano.
Nel 1866 Vigatto perse una porzione di territorio a nord-ovest, a vantaggio del comune limitrofo di San Pancrazio Parmense; nel 1923 seguì un nuovo sembramento della zona settentrionale dell'Antognano, a vantaggio della città.
Nel 1943, con la legge n. 337 del 14 aprile firmata dal re d'Italia Vittorio Emanuele III, il comune di Vigatto e quelli di Cortile San Martino, Golese, San Pancrazio Parmense e San Lazzaro Parmense, tutti attigui a Parma, furono sciolti e aggregati alla città.
Tuttavia, dopo il termine della seconda guerra mondiale gli abitanti dell'ex comune di Vigatto si opposero all'unione e costituirono un comitato per richiedere l'indipendenza al Ministero dell'interno. Dopo un parere inizialmente contrario, l'istanza venne accettata e il 4 novembre 1951 un decreto del presidente della Repubblica Italiana Luigi Einaudi ricostituì il comune coi precedenti confini, con effetto dal 14 gennaio 1952. Il decreto fu impugnato dal comune di Parma e il 13 giugno 1959 la quinta sezione del Consiglio di Stato dispose l'annullamento del decreto presidenziale; tuttavia tale sentenza non trovò applicazione pratica e lo status amministrativo di Vigatto rimase incerto, finché il 26 ottobre 1962 il sindaco di Parma Giacomo Ferrari, con una cerimonia presso il municipio di Corcagnano, prese in consegna il comune di Vigatto, che nel 1963 divenne delegazione del comune di Parma.
Nel 1979, con la costituzione delle circoscrizioni cittadine, le delegazioni Vigatto e Montanara furono unite e tali rimasero fino al 2002, quando, con l'istituzione dei quartieri, Vigatto tornò autonoma, col confine a nord tracciato lungo la Tangenziale Sud di Parma.

### Stemma

Stemma

Lo stemma usato del comune aveva la seguente blasonatura:

## Monumenti e luoghi d'interesse

### Architetture religiose

#### Pieve di San Pietro a Vigatto

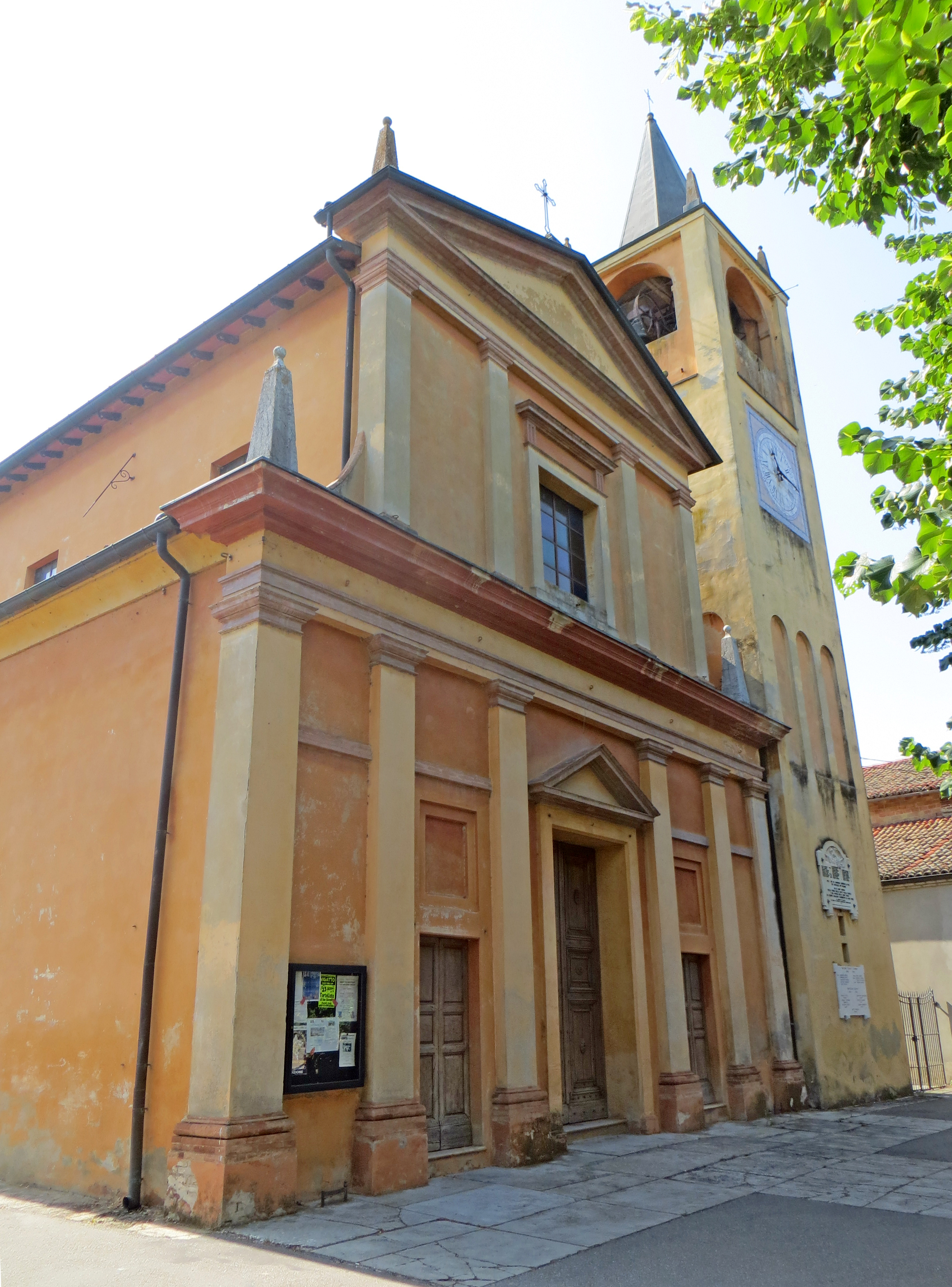
Pieve di San Pietro

Edificata probabilmente in epoca altomedievale, la pieve originaria fu menzionata per la prima volta nel 1005 nell'Ordo Archipresbiterorum Plebium voluto dal vescovo di Parma Sigefredo II; riparata nel 1685 in quanto in pessime condizioni, fu restaurata nel 1714 e nel 1742; profondamente modificata in stile neoclassico tra il 1779 e il 1793, fu nuovamente risistemata nel 1834; danneggiata da un terremoto nel 1983, fu ristrutturata entro il 1986. La chiesa, affiancata da tre cappelle per lato, è internamente decorata con affreschi sulle volte realizzati da Latino e Renzo Barilli nel 1937 e conserva varie opere di pregio, tra cui la pala di Martirio di san Pietro, dipinta nel 1612 da Giulio Cesare Amidano, vari dipinti, una croce astile del 1596 e due testi sacri della metà del XVI secolo.

#### Chiesa di San Lorenzo ad Alberi

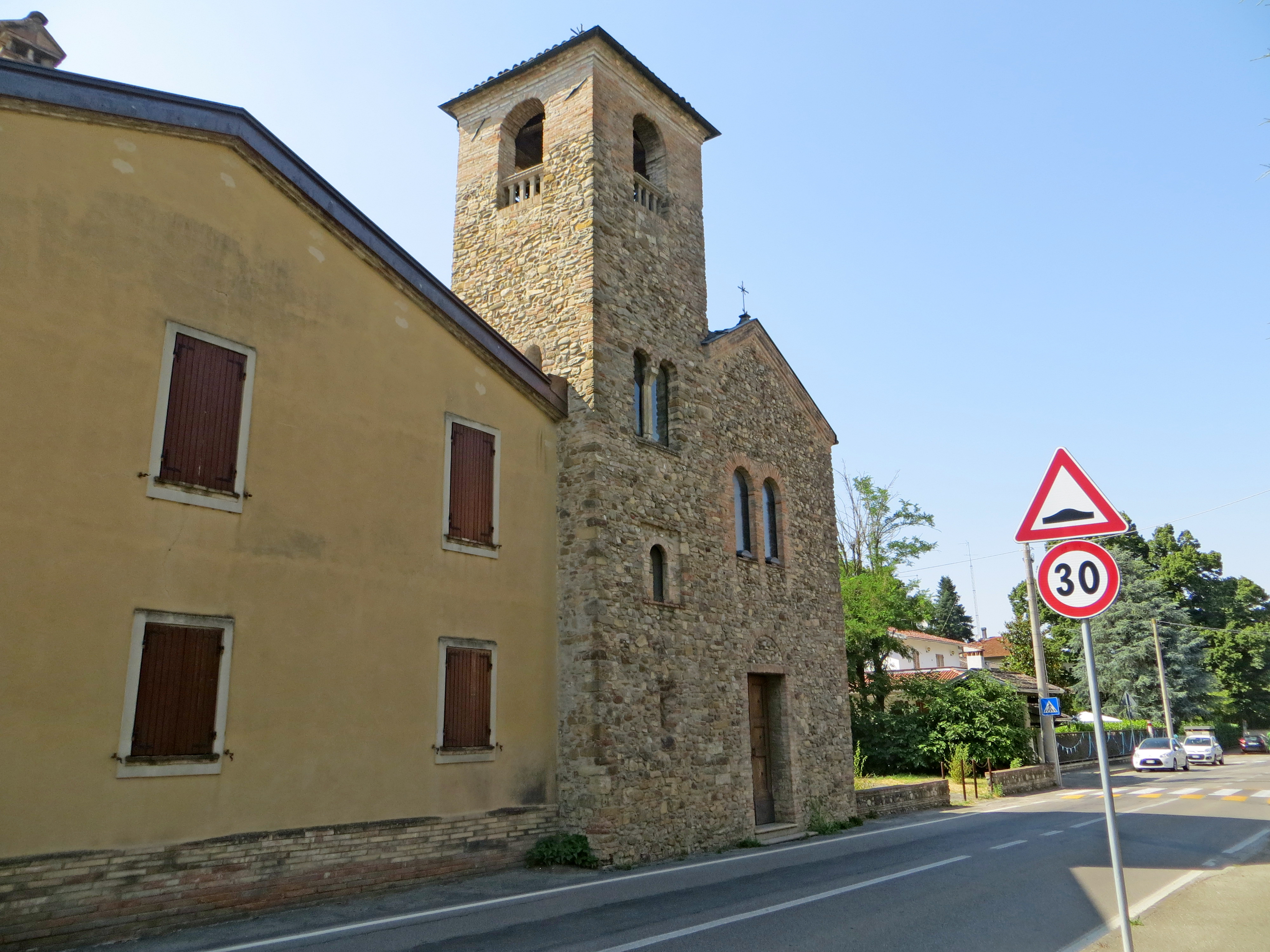
Chiesa di San Lorenzo

Menzionata per la prima volta nel 1146, la cappella originaria di Alberi, collocata sulla sponda del torrente Parma, fu elevata a sede parrocchiale nel 1564; abbandonata nel 1582, fu sostituita con una nuova chiesa, costruita, secondo la tradizione, ampliando un piccolo oratorio medievale affiancato da una torre di avvistamento; ristrutturata in stile neoclassico nel 1738, fu restaurata nel 1965, riportando alla luce le forme originarie romaniche degli esterni e le bifore del IX secolo del campanile, e ancora tra il 1990 e il 1995. La chiesa in pietra, decorata internamente sulle volte a botte con affreschi, conserva la pala raffigurante il Martirio di san Lorenzo, dipinta nel 1853 da Francesco Pescatori.

#### Chiesa di Sant'Andrea Apostolo in Antognano

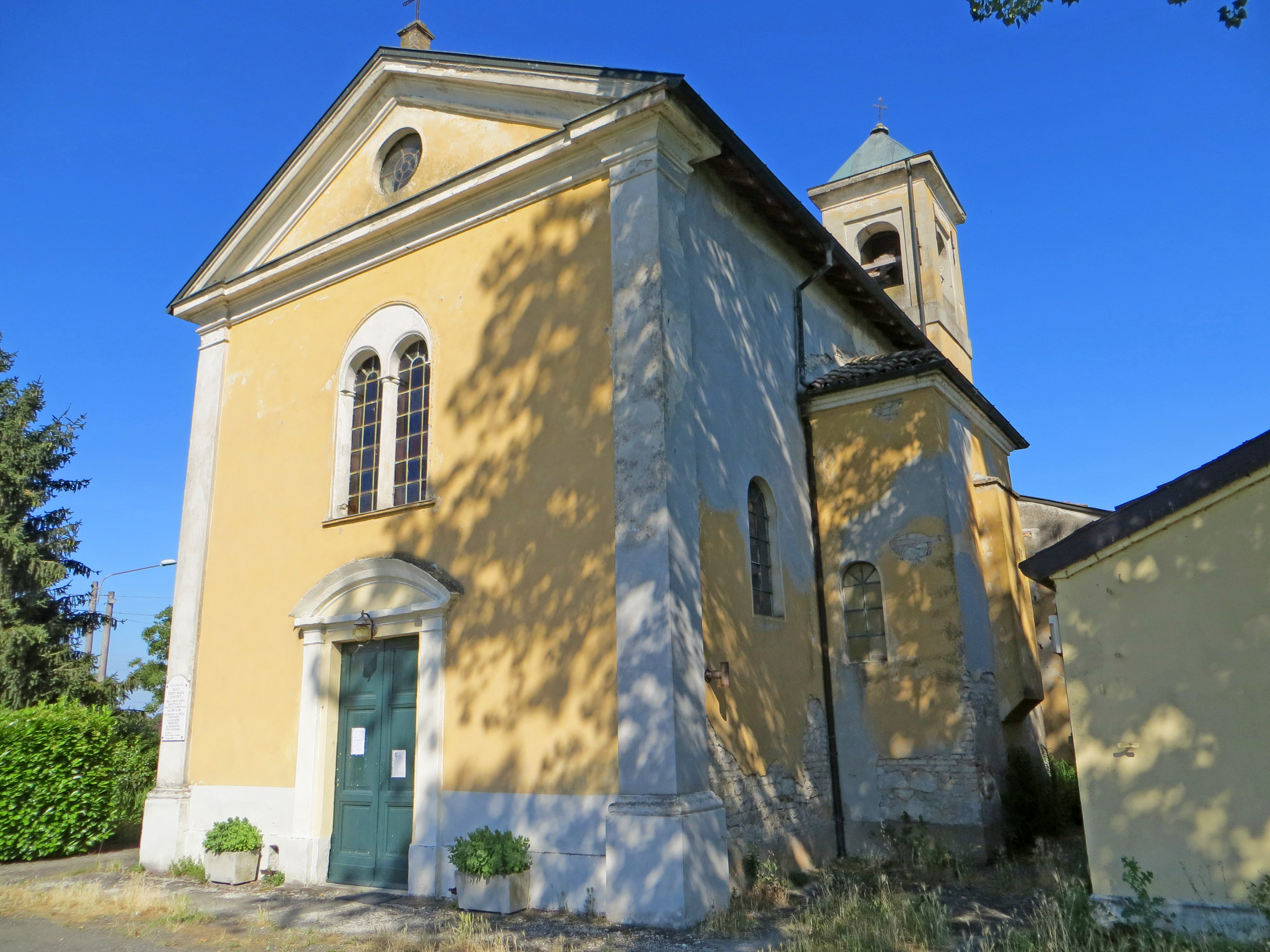
Chiesa di Sant'Andrea Apostolo in Antognano

Menzionata per la prima volta nel 1195, la cappella di Sant'Andrea Apostolo in Antognano divenne sede parrocchiale autonoma; ristrutturata in forme neoclassiche nel 1893, fu restaurata intorno al 1950; nel 1985, in seguito alla costruzione di una nuova chiesa parrocchiale in via Antonio Berzioli, ne divenne sussidiaria. L'edificio, interamente intonacato, si sviluppa su una navata unica, affiancata da una cappella per parte.

#### Chiesa di San Pietro Apostolo a Carignano

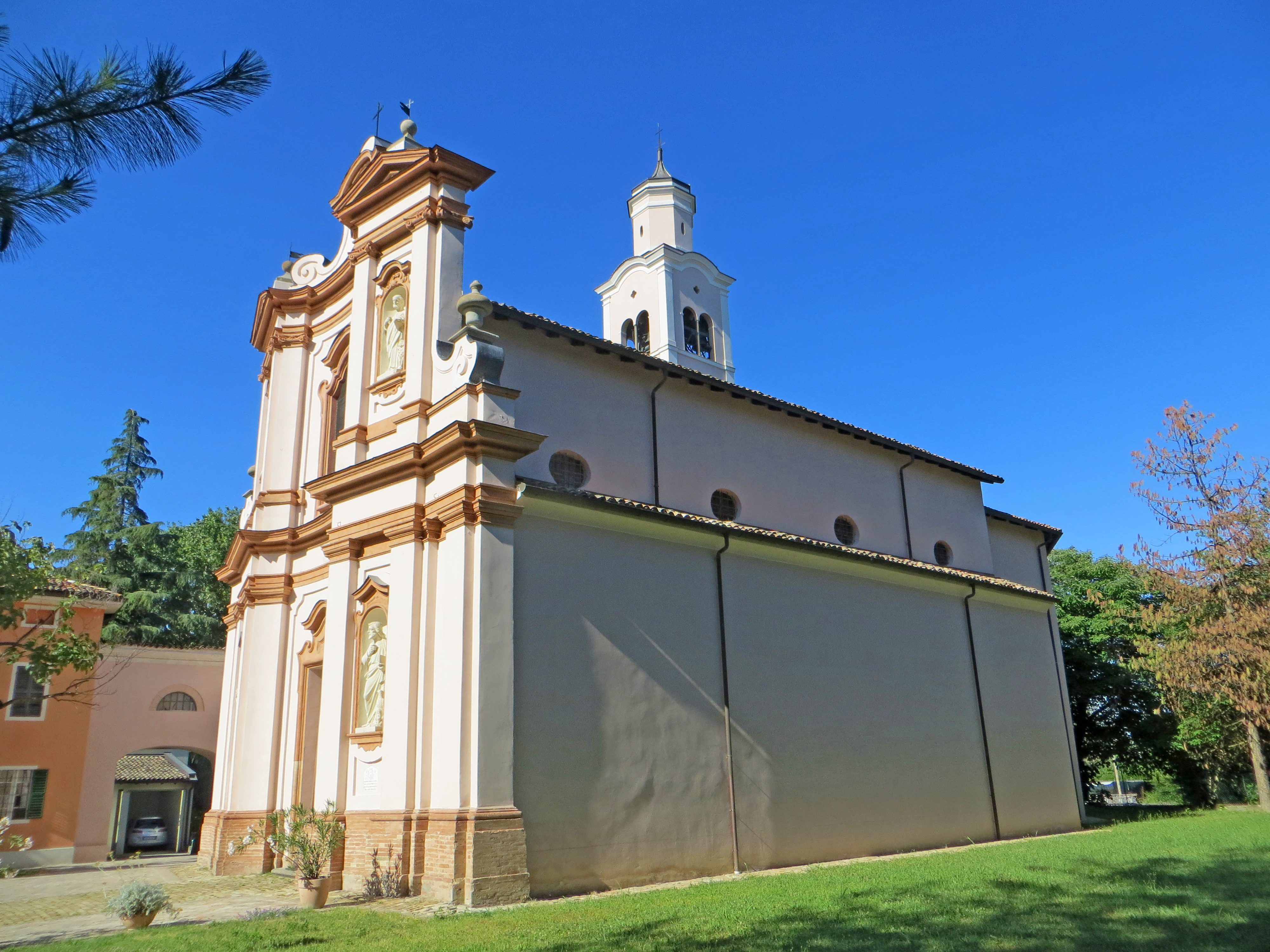
Chiesa di San Pietro Apostolo

Menzionata per la prima volta nel 1005, la pieve di Carignano fu completamente ricostruita in stile barocco nel 1712 per volere di Giuseppe Cervi e arricchita dalla monumentale facciata nel 1741; decorata internamente nel 1937 da Anselmo Govi, fu completamente restaurata negli esterni tra il 2015 e il 2016; l'interno, sviluppato su un impianto a navata unica affiancata da tre cappelle per lato, conserva una pregevole pala d'altare raffigurante il Martirio di san Pietro, dipinta da Gaetano Gandolfi nel 1770.

#### Chiesa di Santa Lucia a Corcagnano

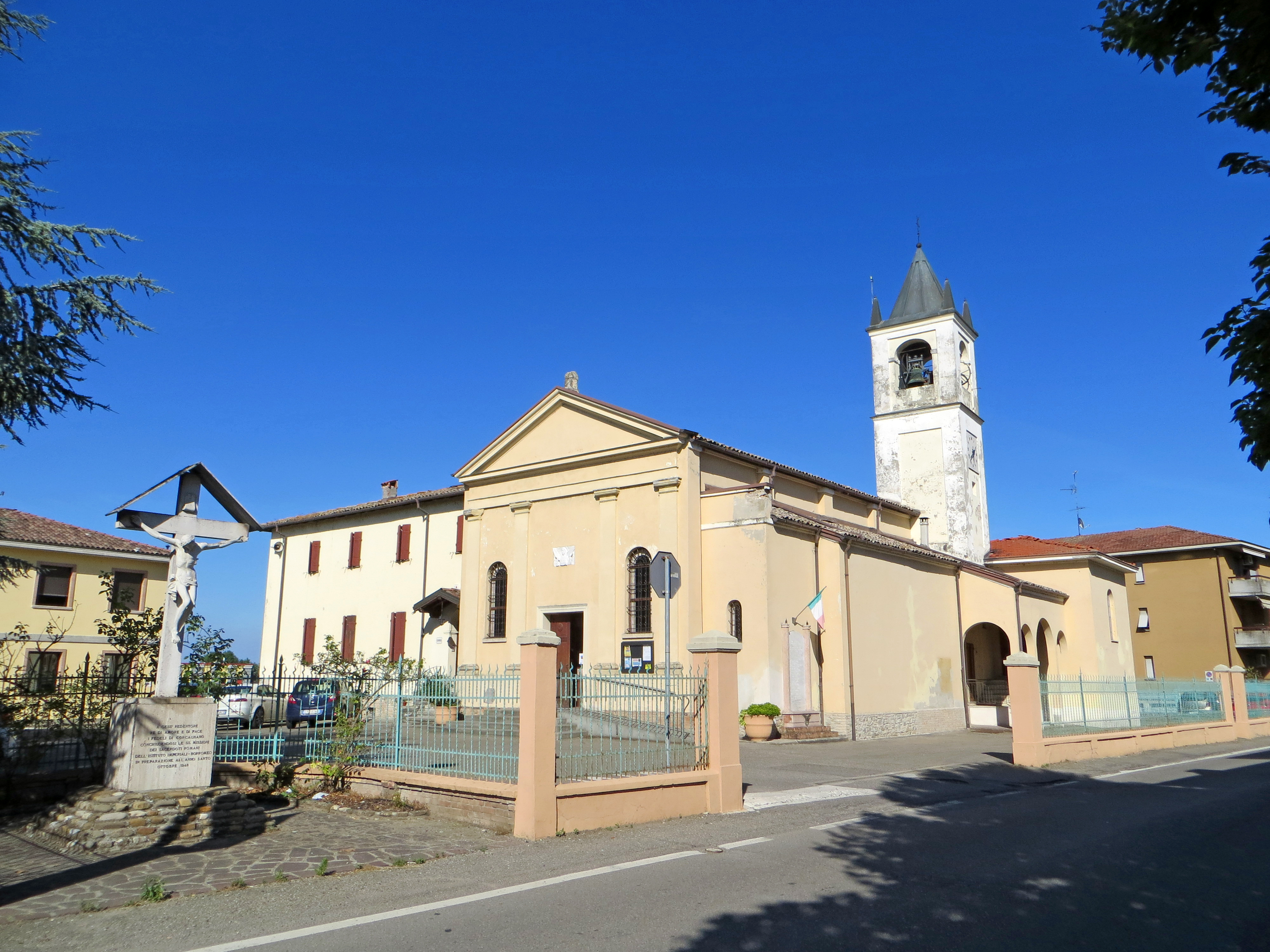
Chiesa di Santa Lucia

Edificata originariamente entro il XII secolo, la cappella romanica di Corcagnano fu menzionata per la prima volta nel 1145; trasformata in stile neoclassico in epoca imprecisata, la chiesa fu restaurata nel 1853 e nel 1877 e consolidata strutturalmente nel 1930; decorata interiormente con affreschi nel 1941, fu notevolmente ampliata nella zona presbiteriale tra il 1962 e il 1965; l'edificio conserva nella cantoria della controfacciata l'organo realizzato nel 1888 da Angelo Cavalli.

#### Pieve dei Santi Ippolito e Cassiano a Gaione

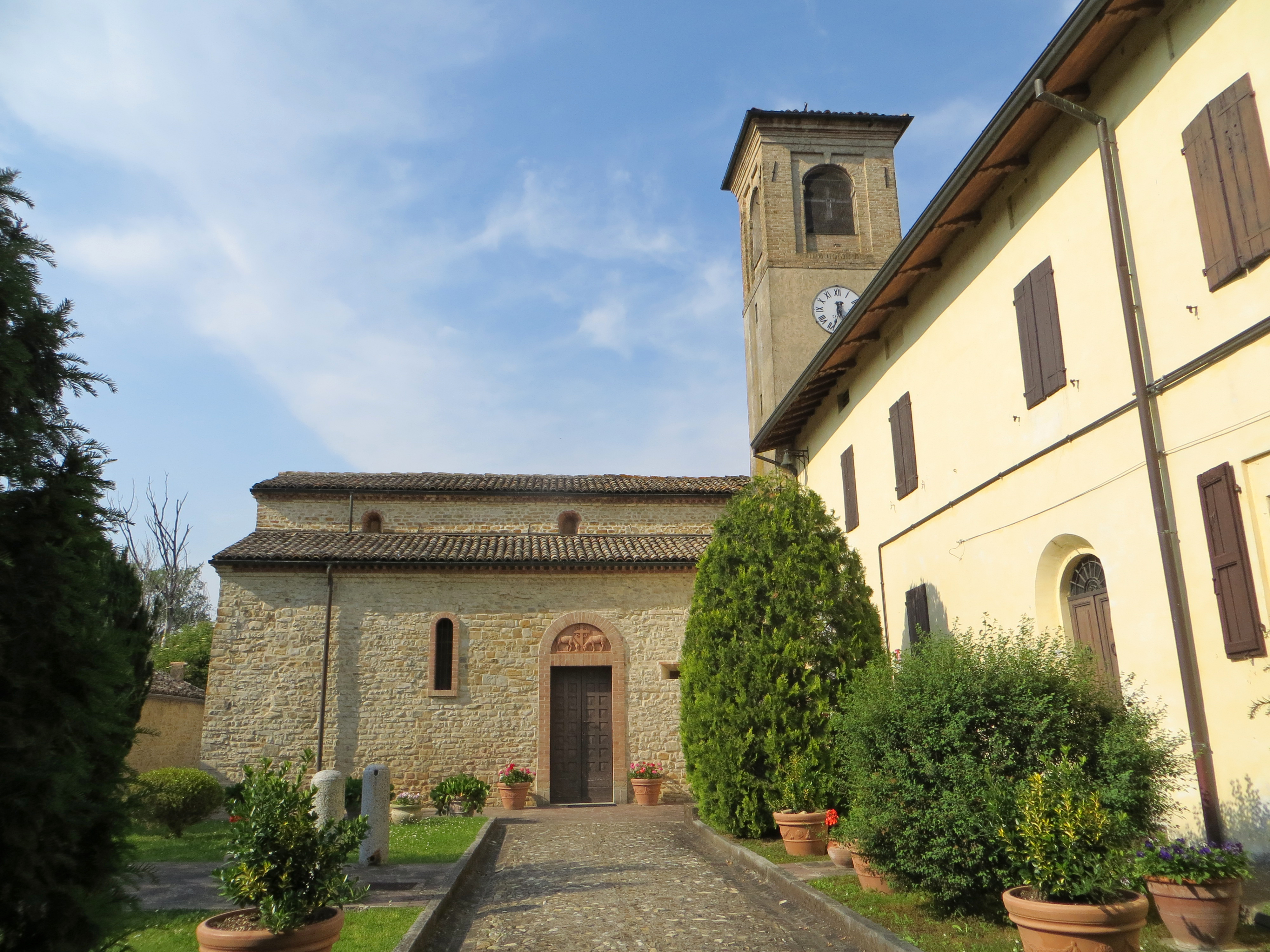
Pieve dei Santi Ippolito e Cassiano

Edificata originariamente tra il VII e l'VIII secolo sui resti di una villa romana, la pieve di Gaione fu completamente ricostruita in stile romanico nell'XI secolo; profondamente modificata tra il XVI e il XVII secolo, fu ristrutturata nel 1952, riportando alla luce l'aspetto medievale dell'edificio, e nuovamente restaurata nel 2003; al suo interno sono visibili i rivestimenti, i pilastri, i basamenti delle tre absidi e parte della pavimentazione originari, oltre ad alcuni affreschi risalenti al XVII e al XVIII secolo.

#### Chiesa di San Donnino a Panocchia

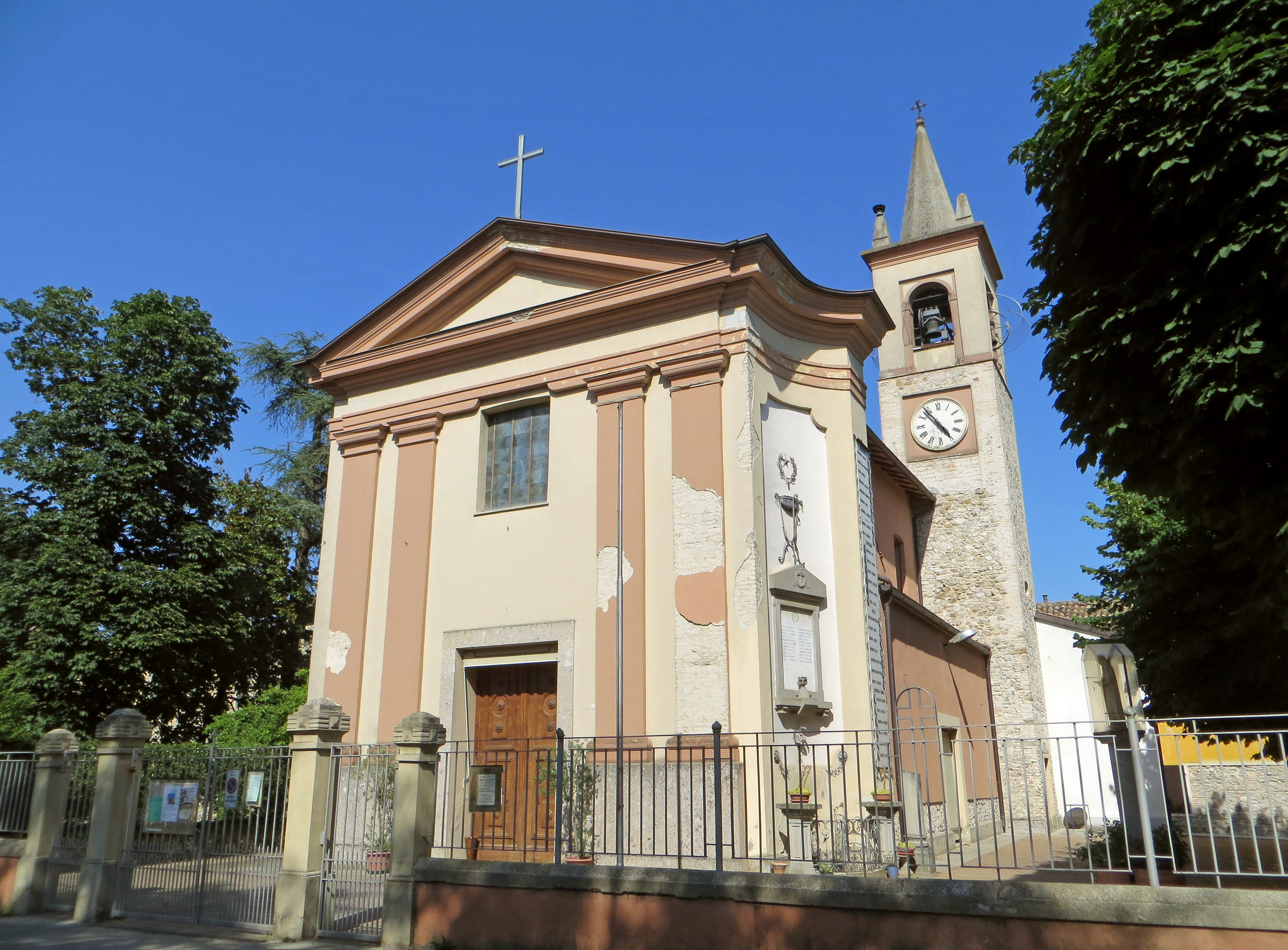
Chiesa di San Donnino

Menzionata per la prima volta nel 1230 quale cappella dipendente dalla pieve di San Martino di Arola, la chiesa romanica di Panocchia fu abbattuta e completamente ricostruita in stile neoclassico tra il 1750 e il 1771, su probabile progetto dell'architetto Ottavio Bettoli; restaurata tra il 1950 e il 1980, conserva al suo interno alcune opere di pregio, tra cui una serie di dipinti settecenteschi di Stanislao Campana e il coevo coro ligneo.

#### Chiesa di San Ruffino a San Ruffino

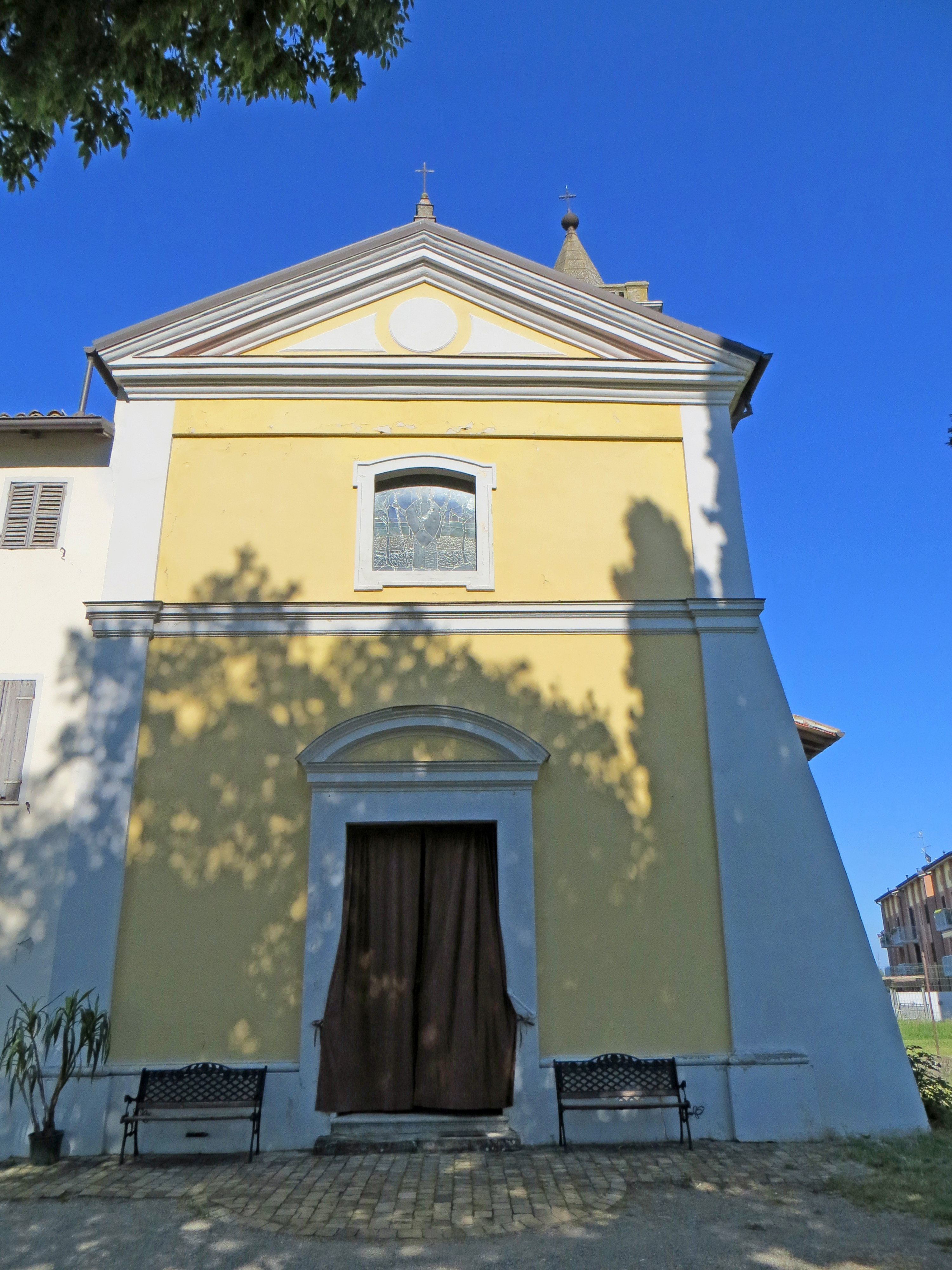
Chiesa di San Ruffino

Menzionata per la prima volta nel 1230, la chiesa medievale di San Ruffino fu ricostruita in stile barocco intorno alla metà del XVIII secolo; decorata internamente nel 1859, fu restaurata e adornata nel 1928; danneggiata dal sisma del 2008, fu risistemata e consolidata strutturalmente tra il 2013 e il 2015.

### Architetture militari

#### Torre degli Alberi ad Alberi

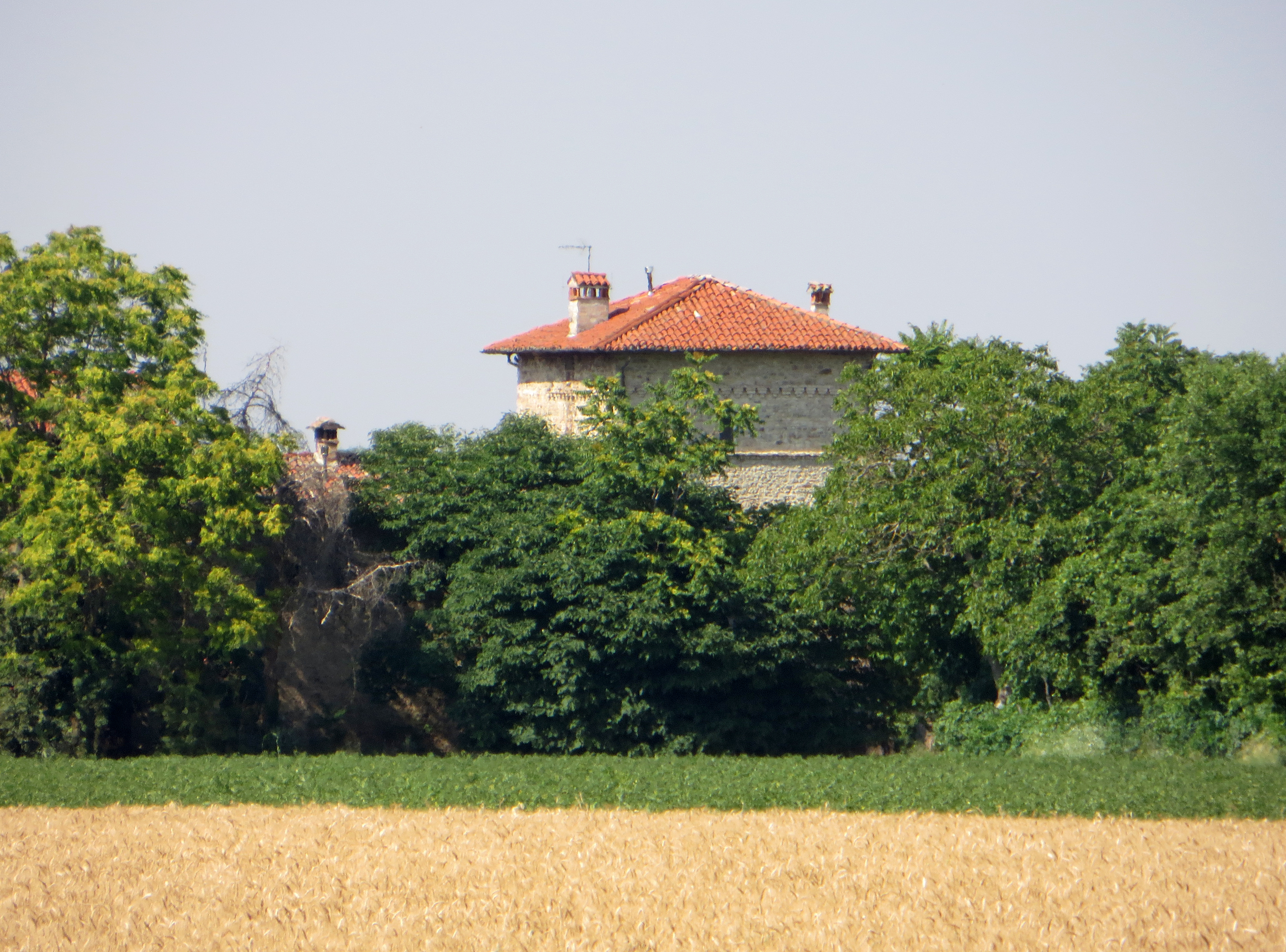
Torre degli Alberi

Edificata nel 1402 dai Rossi, la fortificazione di Alberi fu rasa al suolo nel 1405 per volere di Ottobuono de' Terzi; ricostruita e assegnata ai conti Bajardi, fu riconquistata dai Rossi nel 1482 e parzialmente distrutta durante gli scontri; assorbita successivamente dalla Camera Ducale di Parma, fu acquistata alla fine del XVIII secolo da privati e adibita in parte a uso residenziale e in parte a uso agricolo. Della struttura originaria, costituita da una corte merlata con torrioni angolari, si conserva soltanto una torre, che emerge tra gli edifici medievali adiacenti del Serraglio.

#### Castello di Panocchia

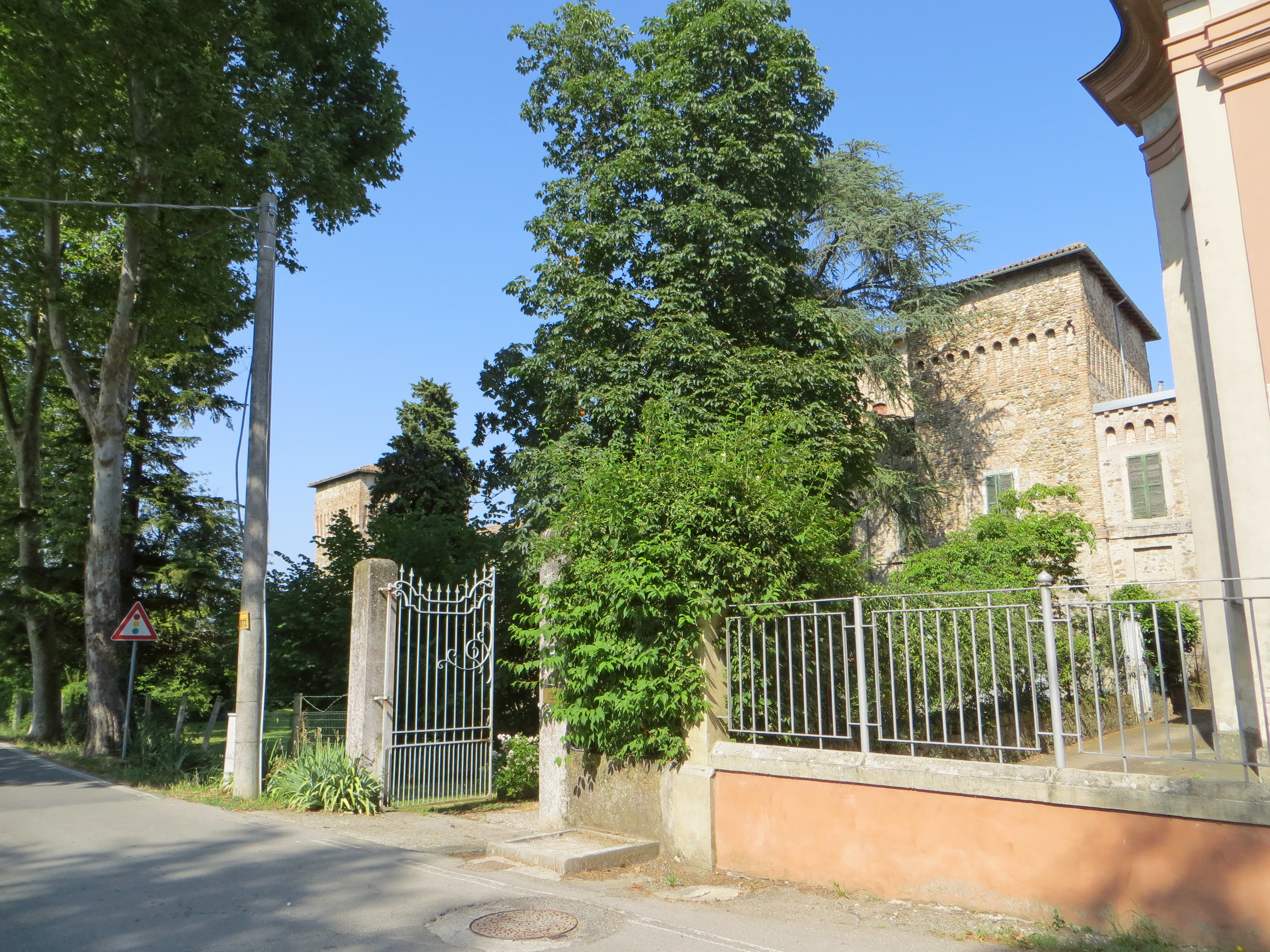
Castello di Panocchia

Costruito entro il XVII secolo dai conti Cantelli, il castello di Panocchia, in seguito modificato, passò nel 1736 ai marchesi Bevilacqua Cantelli, feudatari di Panocchia, che lo utilizzarono come residenza estiva; della struttura originaria l'edificio conserva i torrioni cinquecenteschi con beccatelli.

### Ville

#### Villa Meli Lupi a Vigatto

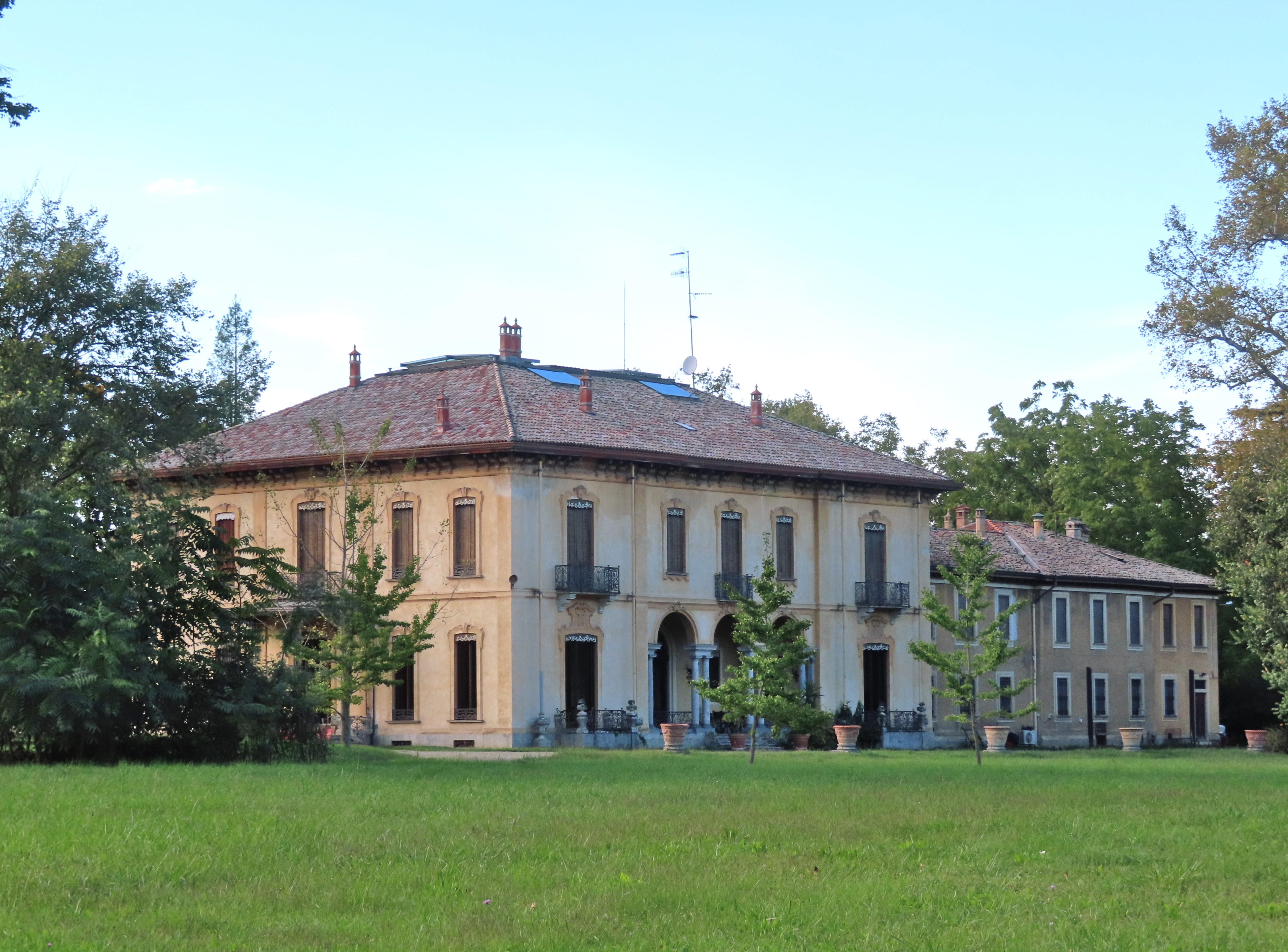
Villa Meli Lupi

Costruita originariamente nel XVI secolo dai conti Toccoli, la villa passò intorno al 1850 al conte Luigi Tarasconi; ereditata dal marchese Luigi Lupo Meli Lupi di Soragna, fu riedificata verso la fine del XIX secolo in stile neobarocchetto lombardo su progetto dell'architetto Antonio Citterio e affiancata da una nuova ala detta "Annèxe", contenente i locali di servizio; nel 1895 fu annessa al parco la settecentesca Villa Magawly-Cerati, che il Citterio ristrutturò in stile neogotico. I due edifici si trovano all'interno di un parco all'inglese ricco di piante secolari, anch'esso sistemato dall'architetto milanese.

#### Villa Peroni a Vigatto
Edificata probabilmente agli inizi del XVII secolo per volere dei conti Ventura, la villa, detta "Monasterolo", appartenne al ramo principale della famiglia per circa due secoli; in seguito alla scomparsa nel 1826 dell'ultimo conte Cesare Ventura, già primo ministro ducale sotto Ferdinando di Borbone e consigliere privato della duchessa Maria Luigia, la tenuta fu ereditata dal conte Luigi Ventura Cusani, cugino del precedente; dopo la morte dell'ultima discendente Marianna nel 1918, la proprietà fu acquistata dalla famiglia Bocchi e quindi, per via matrimoniale, passò ai Peroni. La simmetrica facciata dell'edificio padronale, elevata su due livelli e preceduta da un viale alberato e da un piccolo giardino, è caratterizzata dall'ampio portale d'ingresso ad arco a tutto sesto, raggiungibile attraverso una breve scala; al piano superiore, sotto al balconcino centrale, si trova su una piccola mensola un busto raffigurante forse il conte Cesare Ventura; all'interno il grande salone centrale con soffitto a cassettoni è affiancato dal salotto e dalla sala da pranzo. Sul retro sorgono i fabbricati di servizio, collegati alla villa attraverso una galleria sospesa, mentre sulla destra è collocato l'oratorio, riedificato verso la fine del XIX secolo sul luogo di quello seicentesco.

#### Villa Mutti a Vigatto

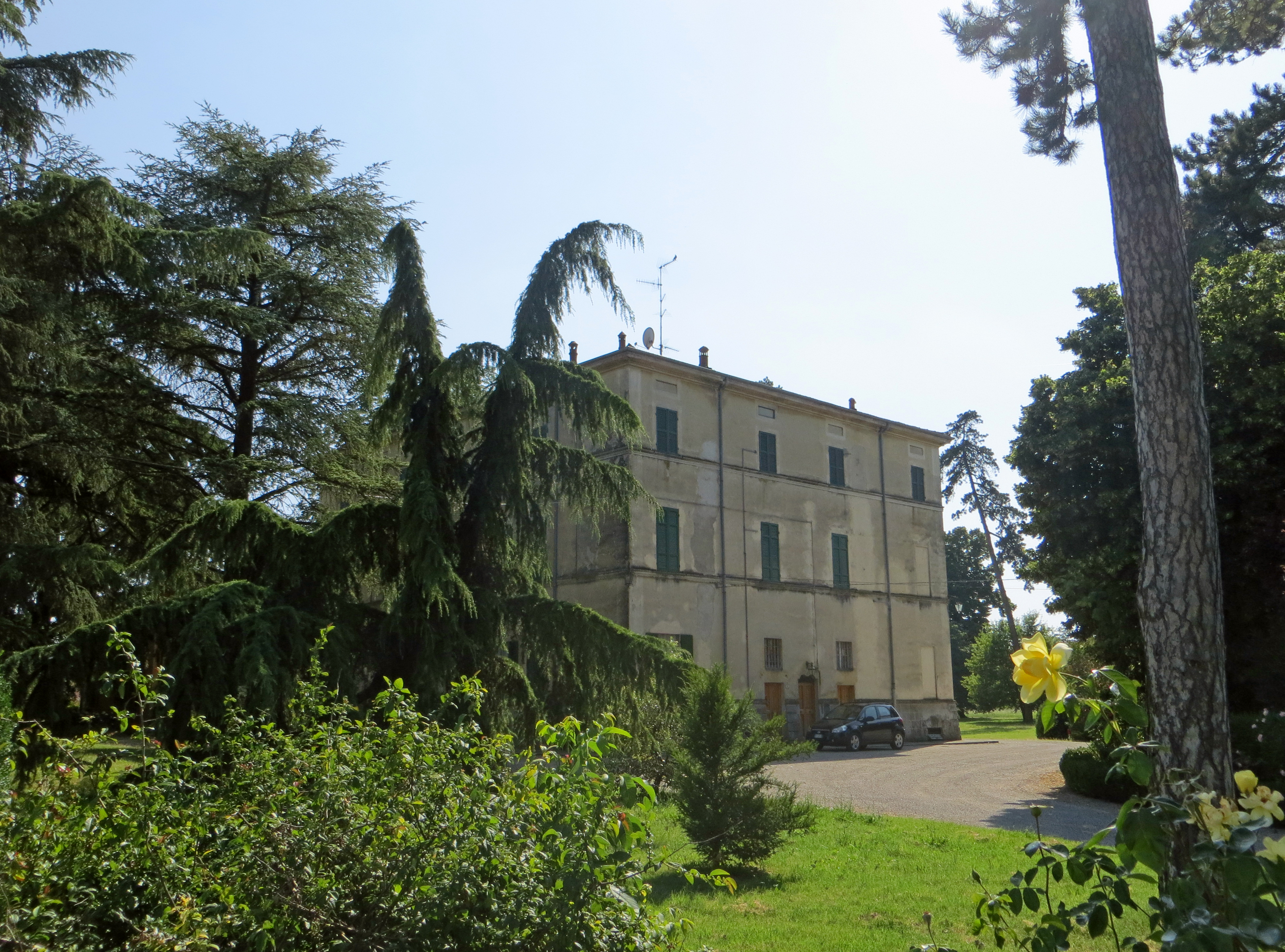
Villa Mutti

Edificata nella prima metà del XVII secolo per volere dei marchesi Dalla Rosa, poi Dalla Rosa Prati, la villa, nota anche come palazzo del Serraglio, appartenne alla famiglia fino al 1882, quando, dopo la scomparsa del marchese Guido, fu acquistata dal tenore Italo Campanini, che tuttavia, a causa di un fallimento e dei debiti contratti, fu costretto a rinunciarvi; trasformata nella residenza estiva dei novizi della Pia società di San Francesco Saverio per le missioni estere, fu alienata subito dopo la fine della prima guerra mondiale all'imprenditore Guglielmo Mutti, che la fece restaurare per adibirla a residenza per la propria famiglia. Il simmetrico edificio, elevato su tre livelli fuori terra suddivisi da fasce marcapiano al di sopra del basamento a scarpa, si sviluppa su un impianto a C, affacciato verso ovest sul giardino piantumato con alberi secolari, residuo dell'antico vasto parco in cui fino al 1910 si trovava un laghetto; all'interno si apre un salone alto 10 m, interamente decorato in stile neoclassico e caratterizzato dalla presenza di sei pannelli parietali dipinti a olio raffiguranti dei paesaggi, attribuiti a Francesco Zuccarelli; a fianco sorge il seicentesco oratorio della Beata Vergine Addolorata e di San Barnaba, riconsacrato dopo la seconda guerra mondiale per volere di Medardo Mutti e della moglie in onore del figlio Pieretto, partigiano caduto nel gennaio 1945.

#### Villa Bocchi ad Alberi
Ricostruita nella prima metà del XIX secolo ampliando un modesto casolare di campagna su incarico del nobile Giovanni Baldi-Cantù, la villa di Alberi fu acquistata nel 1873 dall'avvocato e parlamentare Faustino Pellegri, il cui figlio Giovanni tra il 1910 e il 1925 la fece ristrutturare e dotare di un ampio parco all'inglese con laghetto, successivamente prosciugato; dopo la morte di Giovanni nel 1936, la tenuta fu alienata dai suoi eredi a Guido Bocchi. L'edificio, sviluppato su una pianta rettangolare, si eleva su due livelli principali fuori terra ed è sormontato da una torretta coronata da un piccolo campanile a vela; la simmetrica facciata è preceduta da un portico centrale su pilastri, aggiunto nel corso della ristrutturazione novecentesca.

#### Villa Piazza ad Alberi
Edificata verso la metà del XIX secolo per volere della famiglia Cocconi, successivamente la villa di Alberi pervenne, attraverso Celestina Fagandini, ai figli Adolfo, Paolo, Dagoberto e Renzo Piazza. L'edificio, sviluppato su una pianta rettangolare, si eleva su due piani principali fuori terra ed è sormontato nel mezzo da un'altana, che si affaccia sulle quattro fronti attraverso ampie aperture separate da colonnine in laterizio.

#### Villa Meli Lupi ad Antognano
Costruita nella seconda metà del XIX secolo per volere dei marchesi Meli Lupi di Soragna, la villa di Antognano fu acquistata verso la fine del secolo da Salomone Tedeschi; alienata nel 1926 ai fratelli Luigi, Pietro e Giovanni Del Monte, fu rivenduta nel 1960 a Egidio Sartori; interamente ristrutturata nel 2000, fu trasformata in albergo. Il simmetrico edificio, preceduto da un viale di tigli, è costituito da cinque corpi in perfetta continuità, di cui quello centrale elevato su tre livelli, i due laterali leggermente più alti coronati da cuspidi e i due estremi eretti su due piani; all'interno vari ambienti sono decorati sui soffitti piani con dipinti a soggetto floreale, mentre la sala centrale a pianta esagonale presenta quattro esili colonne.

#### Casinetto Lebrun ad Antognano
Costruito in epoca imprecisata, il casinetto di Antognano fu acquisito dal colonnello napoleonico Antonio Maria Lebrun nei primi anni del XIX secolo; acquistato nel 1820 dal ministro Michele Pazzoni, fu in seguito rivenduto a Egisto Anelli e, nel 1930, ad Arienzo Passeri, per essere col tempo abbandonato al degrado. L'asimmetrico edificio, elevato su due livelli principali oltre al sottotetto, è sormontato da un'altana con due finestre; all'interno ai lati dell'androne voltato a botte si aprono vari ambienti, coronati da volte a vela prive di decorazioni.

#### Villa Malenchini a Carignano

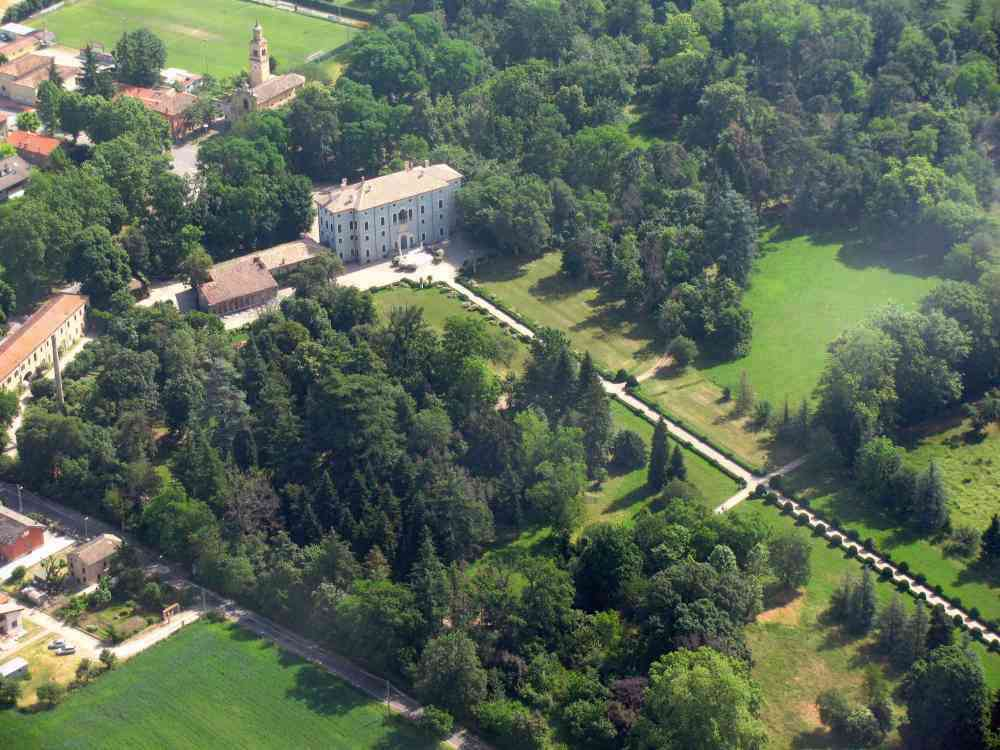
La Villa Malenchini e il suo parco

Costruita probabilmente nel XVI secolo per volere dei marchesi Lampugnani, la villa rinascimentale di Carignano fu acquistata alla fine del XVII secolo da Giuseppe Cervi, che la lasciò alla nipote Orsola, moglie di Giuseppe Maria Corradi; decorata in stile rococò nel XVIII secolo e ampliata con l'aggiunta dei due corpi laterali agli inizi del XIX, fu alienata nel 1808 dai marchesi Corradi Cervi agli Zileri, conti dal 1836, che la rivendettero nel 1878 al marchese Monticelli; acquistata nel 1882 da Lodovico Peirano, fu comprata alla fine del secolo dal conte Edilio Raggio, che la donò alla figlia Fortuny, moglie del marchese Luigi Malenchini. L'edificio barocco, circondato da un parco all'inglese di 15 ettari e preceduto da un viale di 1500 m, conserva vari ambienti riccamente decorati, tra cui tre sale ornate sulle volte con affreschi rinascimentali a grottesche realizzati da Cesare Baglioni e dalla sua scuola.

#### Villa Pero a Carignano
Costruita in stile neoclassico nel 1806 per volere di Gaetano Gambara, la villa di Carignano fu alienata nel 1858 ai marchesi Manara, che pochi anni dopo la rivendettero al conte Giulio Zileri Dal Verme, al quale apparteneva anche la vicina villa barocca; come quest'ultima, fu in seguito acquistata da Ludovico Peirano, per pervenire successivamente ai marchesi Malenchini; affittata per anni alla famiglia Ortalli, fu venduta nel 1958 a Giuseppe Pero, che la restaurò completamente. L'edificio, sviluppato su una pianta rettangolare, si erge su tre livelli fuori terra, con finestre decorate da cornici; la simmetrica facciata, raggiungibile attraverso un viale rettilineo alberato, presenta il portale d'ingresso centrale, sormontato da un balconcino al piano nobile; in sommità si erge nel mezzo del tetto un'altana, decorata con lesene e nicchie; all'interno, l'androne centrale passante dà accesso alle sale laterali.

#### Villa Campanini a Corcagnano

Villa Campanini intorno al 1980

Edificata in epoca remota, la villa di Corcagnano, nota in origine come La Riana o Ariana, risultava appartenere nella prima metà del XVIII secolo al conte Francesco Terzi di Sissa, ma nel 1779 passò ai conti Marazzani di Piacenza; acquistata intorno al 1800 dai conti Garbarini, pervenne successivamente al marchese Giuseppe Maria Manara grazie al matrimonio con la contessa Anna Fernanda Garbarini; alienata nel 1879 dopo la morte del marchese Marcello Manara al tenore Italo Campanini, che vi ospitò vari personaggi illustri e vi morì nel 1896, la tenuta fu ereditata dal fratello Cleofonte e, alla sua scomparsa nel 1919, dalla moglie Eva Tetrazzini; acquistata nel 1920 dai coniugi Croci, fu presto rivenduta al Comune di Vigatto, che la ribattezzò villa Podestarile e la trasformò nella sede comunale prima della costruzione del nuovo municipio; affittata successivamente a vari inquilini, cadde nel degrado, fino alla completa ristrutturazione intorno al 2000. L'edificio, preceduto verso nord da un parco con alberi secolari, si sviluppa su una pianta rettangolare allungata trasversalmente a strada Langhirano; le due facciate principali, con basamento a scarpa, si elevano su due livelli principali fuori terra, suddivisi da un'alta fascia marcapiano, e presentano due balconcini al piano nobile.

#### Villa Biondi a Corcagnano
Costruita nella seconda metà del XVIII secolo per volere dei conti Pellegrini, la villa di Corcagnano fu ristrutturata agli inizi del XIX secolo e dotata di un grande parco all'inglese, disegnato dal conte Antonio; ereditata dai nobili Biondi dopo l'estinzione della casata, fu parzialmente modificata internamente. L'edificio, sviluppato su una pianta quadrata, si eleva su due livelli principali fuori terra; la simmetrica facciata presenta un ampio portale d'ingresso centrale, sormontato da un balconcino; all'interno il grande atrio settecentesco, pavimentato in mattonelle smaltate policrome, dà accesso alle sale laterali, arredate con mobili e dipinti prevalentemente ottocenteschi; il parco all'inglese di oltre 3000 m² esteso sul retro, ricchissimo di piante secolari e fontane, accoglie un lago con promontori, isolette e, sulle sponde, un imbarcadero a tre arcate, una piccola pagoda e una torretta neomedievale.

#### Villa Guidorossi a Corcagnano
Costruita quale casa residenziale di campagna, la villa di Corcagnano fu acquistata nella seconda metà del XIX secolo da Antonio Ricci, che la risistemò e la sopraelevò di un piano; alienata in seguito a Giuseppina Ughi, passò intorno al 1930 al nobile Giovanni Guidorossi. L'edificio, sviluppato su una pianta rettangolare, si eleva su tre livelli fuori terra al di sopra del basamento a scarpa; il piano nobile presenta alcuni ambienti con soffitti decorati, tra cui uno voltato a botte, forse originariamente destinato a cappella.

#### Villa Vasoin a Fontanini
Edificata originariamente quale abitazione per un mezzadro o un locatario, la villa era inizialmente parte dell'enorme tenuta annessa alla villa di Gaione costruita dal conte Giuseppe Castellinard tra il 1820 e il 1825; affittata al tesoriere ducale Domenico Olivieri, che vantava numerosi crediti sul Conte, gli fu ceduta insieme alle terre circostanti dal violinista Niccolò Paganini, acquirente nel 1833 della tenuta del Castellinard; ristrutturata e notevolmente ampliata sul retro negli anni seguenti, nel 1862 passò a Francesco Mensi e successivamente al genero Giuseppe Vasoin. L'edificio, circondato da un giardino raggiungibile attraverso un ponticello sul canale Riana delimitato da due pilastri con piccole maestà, si eleva su due piani principali fuori terra ed è sormontato sulla sommità del tetto da un piccolo campanile a vela; all'interno, al primo piano si trova una sala da gioco, le cui pareti sono ricoperte da pannelli decorati a tempera nel 1830 con raffigurazioni di paesaggi; sulla destra sorge un piccolo oratorio, contenente un dipinto ottocentesco rappresentante la Madonna col Bambino, eseguito da Francesco Scaramuzza.

#### Villa Paganini a Gaione

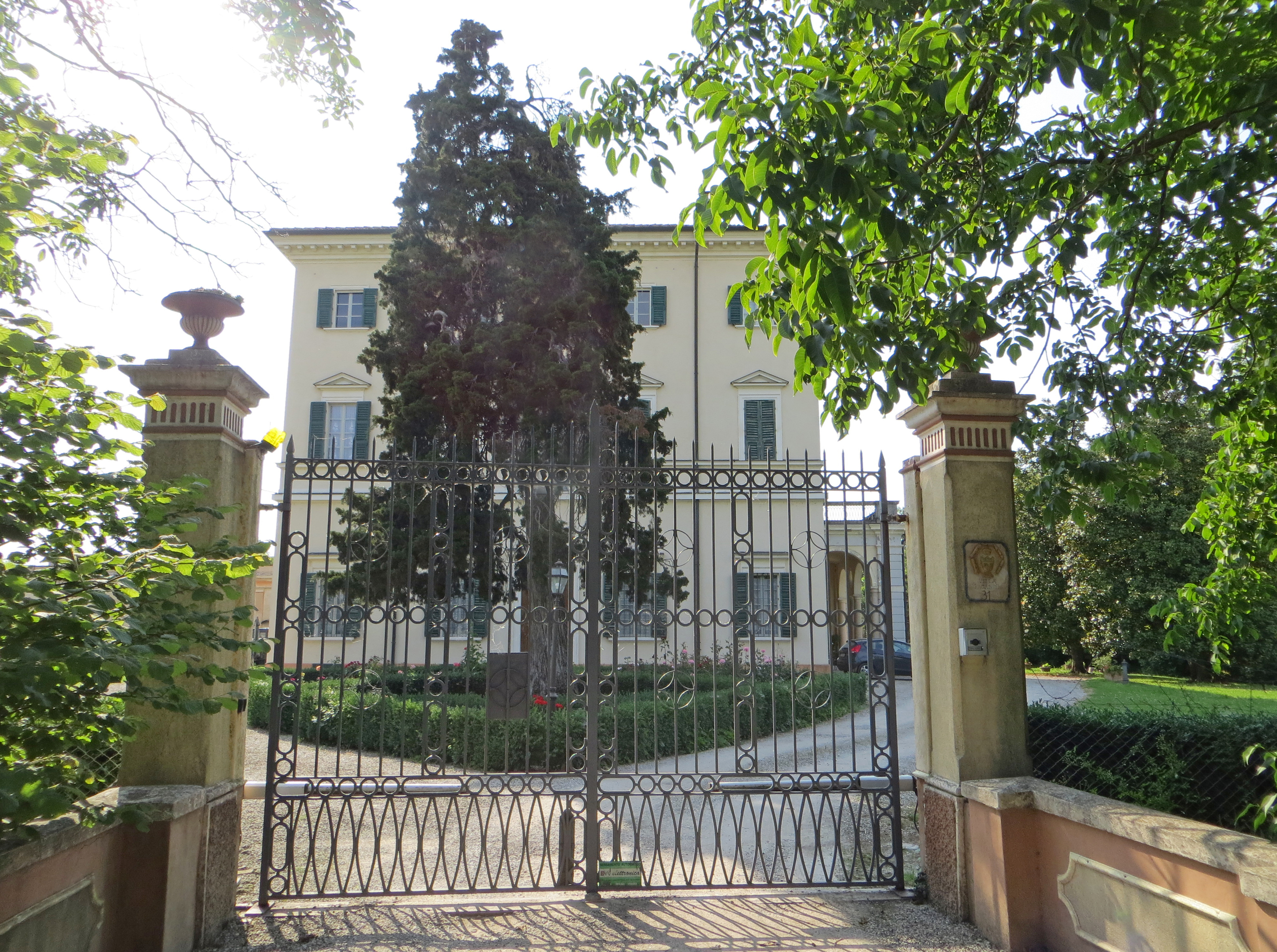
Villa Paganini

Costruita in stile neoclassico tra il 1820 e il 1825 quale residenza estiva del conte Giuseppe Castellinard unitamente al parco circostante di oltre 30 ettari, la villa di Gaione fu acquistata nel 1833 da Niccolò Paganini, con l'intenzione di trascorrervi i periodi di riposo tra una tournée e l'altra; ampliata e arredata, alla morte del violinista fu ereditata dal figlio Achille, che non effettuò alcuna modifica e la lasciò infine al figlio Abramo; alienata nel 1931 al conte Ernesto Lombardo, fu da questi donata ad Antonietta Capelli, fondatrice dell'Istituto San Giovanni Battista, di cui divenne sede. L'edificio, sviluppato su una pianta rettangolare, si eleva su tre piani fuori terra, con finestre dotate di cornici; la facciata nord, affacciata sull'ampio parco, è preceduta da un portico a tre arcate; all'interno dall'androne con soffitto a volta si accede alle sale tappezzate, tra cui il salotto Rosso, e allo scalone, con soffitto a medaglioni.

#### Villa Barbieri a Gaione
Costruita verso la metà del XVII secolo, nella seconda metà del secolo successivo la villa di Gaione risultava appartenere ai nobili Barbieri, che la mantennero fino al 1918 circa; acquistata dagli Ospizi Civili di Parma, perse successivamente l'ampio parco circostante, interamente lottizzato. L'edificio, sviluppato su una pianta quadrata, si erge su tre livelli fuori terra, suddivisi da fasce marcapiano; la facciata principale presenta l'ampio portale d'ingresso ad arco a tutto sesto, sormontato da un balconcino con una balaustra metallica contenente uno stemma gentilizio; all'interno il grande androne, decorato con stucchi, conduce allo scalone a forbice sul fondo e alle sale laterali, ornate sulle volte in continuità con l'atrio.

#### Villa Greci a Gaione
Costruita nella prima metà del XIX secolo quale residenza degli affittuari di uno dei grandi poderi della vicina villa Paganini, la villa di Gaione fu acquistata da Geremia Greci nel 1920 e successivamente ristrutturata. L'edificio, preceduto da un lungo viale alberato, si sviluppa su una pianta rettangolare e si eleva su tre livelli fuori terra; all'interno l'ampio androne, coperto da una volta, dà accesso alle sale laterali.

#### Villa Queirazza a Panocchia
Costruita quale casolare agricolo al centro di una vasta tenuta appartenente ai benedettini della badia di Santa Maria della Neve di Torrechiara, dopo la soppressione napoleonica degli ordini religiosi del 1810 la modesta struttura di Panocchia, insieme alle terre annesse, fu acquistata da Antonio e Lodovico Laurent, ricchi banchieri della duchessa Maria Luigia; alienata alla famiglia Razzetti, nella seconda metà del XIX secolo la villa fu completamente ristrutturata in stile neoclassico e ampliata; acquistata nel 1906 dal nobile Francesco Roberto Queirazza, fu risistemata e arricchita di un parco all'inglese. L'edificio, sviluppato su una pianta quadrata, si eleva, sopra al piano terreno rivestito in finto bugnato, su altri due livelli, suddivisi da una fascia marcapiano e caratterizzati dalla presenza di balconi al piano nobile e finestre inquadrate da cornici; al centro della facciata est si apre un porticato a tre arcate, chiuso da vetrate; all'interno l'atrio dà accesso alle sale, arredate con mobili d'epoca.

#### Villa Ghia a Panocchia
Costruita tra la fine del XVI e gli inizi del XVII secolo per volere dei conti Ceretoli, dopo l'estinzione della casata intorno alla metà del XIX secolo la villa di Panocchia fu acquistata da Antonio Ricci; alienata nel 1897 ad Antonio e Luigi Ghia, fu parzialmente risistemata agli inizi del XX secolo e integralmente alla fine del secolo, riportando alla luce gli affreschi di alcune sale. Il corpo principale, sviluppato su una pianta rettangolare e addossato agli antichi edifici agricoli, si eleva su due livelli principali fuori terra; la simmetrica facciata presenta un portale d'ingresso centrale ad arco a tutto sesto, sormontato da un balconcino; all'interno, il lungo androne è coperto da una volta a botte lunettata, dipinta nel XVII secolo con la rappresentazione del Giardino dell'Eden; le sale laterali, tra cui la sala da pranzo, presentano affreschi seicenteschi e settecenteschi sulle coperture; al piano nobile il corridoio centrale è decorato sulla volta a botte con dipinti ottocenteschi; il parco, piantumato con numerosi alberi secolari, circonda la villa su tre lati e ospita, affacciato sulla strada, l'oratorio settecentesco in rovina, sconsacrato nel 1897 e adibito per decenni a legnaia.

#### Villa La Mamiana a Panocchia
Costruita probabilmente verso la fine del XVI secolo inglobando un avamposto fortificato medievale, la villa di Panocchia nel 1636 fu alienata dalla Camera ducale di Parma ai conti Mamiani-Della Rovere; acquistata nel 1761 da Giovanni Macchiavelli, che la lasciò in eredità alla famiglia Rognoni, fu ristrutturata agli inizi del XX secolo. L'edificio, sviluppato su una pianta rettangolare, si eleva su due piani principali fuori terra; sullo spigolo nord-ovest si erge una torre angolare cilindrica in pietra, unica superstite dell'antica fortificazione; all'interno l'androne, coperto da una volta a botte lunettata dipinta, dà accesso a quattro sale, tra cui la sala di Apollo e Diana, interamente ornata sulla volta a botte con affreschi tardo-cinquecenteschi; tracce di affreschi decorano anche le lunette della scala.

#### Villa Pretorio a Panocchia
Costruita nel XIX secolo in stile neoclassico quale sede prefettizia durante il ducato di Maria Luigia, la villa di Panocchia fu in seguito acquistata e ristrutturata dalla famiglia Ugolotti e intorno alla metà del XX secolo dalla famiglia Armani. L'edificio, sviluppato su una pianta rettangolare, si eleva su due livelli principali fuori terra, suddivisi da una fascia marcapiano; la simmetrica facciata presenta al centro l'ampio portale d'ingresso ad arco a tutto sesto, sormontato da un balcone.

#### Villa Paveri Fontana Della Zoppa a San Ruffino
Edificata originariamente nel XVI secolo per volere della famiglia Cassola, la villa di San Ruffino passò nel XVIII secolo ai banchieri Mussi, che la ristrutturarono e ampliarono in stile neoclassico; acquistata tra il 1815 e il 1820 dai baroni Ferrari, poi Ferrari Pelati, fu restaurata nel 1835; alienata nel 1920 all'industriale Alinovi, fu acquisita pochi anni dopo dal nobile Felix Della Zoppa, cui la trasmise alla figlia Milly, sposata col marchese Ferrante Paveri Fontana. La simmetrica facciata dell'edificio, tripartita da lesene, è caratterizzata dal grande frontone che sormonta l'avancorpo centrale, mentre le ali laterali sono coronate da balaustre su cui poggiano alte statue; l'ampio parco all'inglese, ricco di piante e statue, è accessibile attraverso una cancellata a emiciclo, retta da nove pilastri sormontati da statue e lanterne.

#### Villa Greci a San Ruffino
Costruita probabilmente agli inizi del XVII secolo per volere dei conti Francesco, Giuseppe e Marco Antonio Garimberti, la villa di San Ruffino fu dotata nel 1644 di un oratorio; acquistata intorno al 1820 da Andrea Casazza, alla cui morte nel 1822 passò alla figlia Carolina, moglie di Emanuele Serra, fu ristrutturata in forme neoclassiche, chiudendo il doppio loggiato a tre arcate della facciata nord; dopo la morte di Giuseppe Serra nel 1918, l'anno seguente fu venduta a Leonardo Magnani, che nel 1931 la alienò a sua volta a Giuseppe Greci. L'edificio, sviluppato su una pianta quadrata, si eleva su tre livelli fuori terra; dalla facciata, caratterizzata dal balconcino centrale del piano nobile, si accede all'androne, che si apre su una doppia scala a ventaglio; all'esterno, l'ampio giardino esteso a nord e a sud accoglie numerose piante d'alto fusto; accanto alla cancellata, decorata con due bassorilievi del 1775 e sormontata da due statue di leoni, sorge il seicentesco oratorio di Sant'Antonio da Padova, preceduto da un piccolo portico.

## Cultura

### Università
Nel territorio del quartiere si trova il campus dell'Università di Parma, alla periferia sud della città nei pressi di strada Langhirano, che attraversa il quartiere da nord a sud, tagliando l'abitato di Corcagnano.

## Geografia antropica

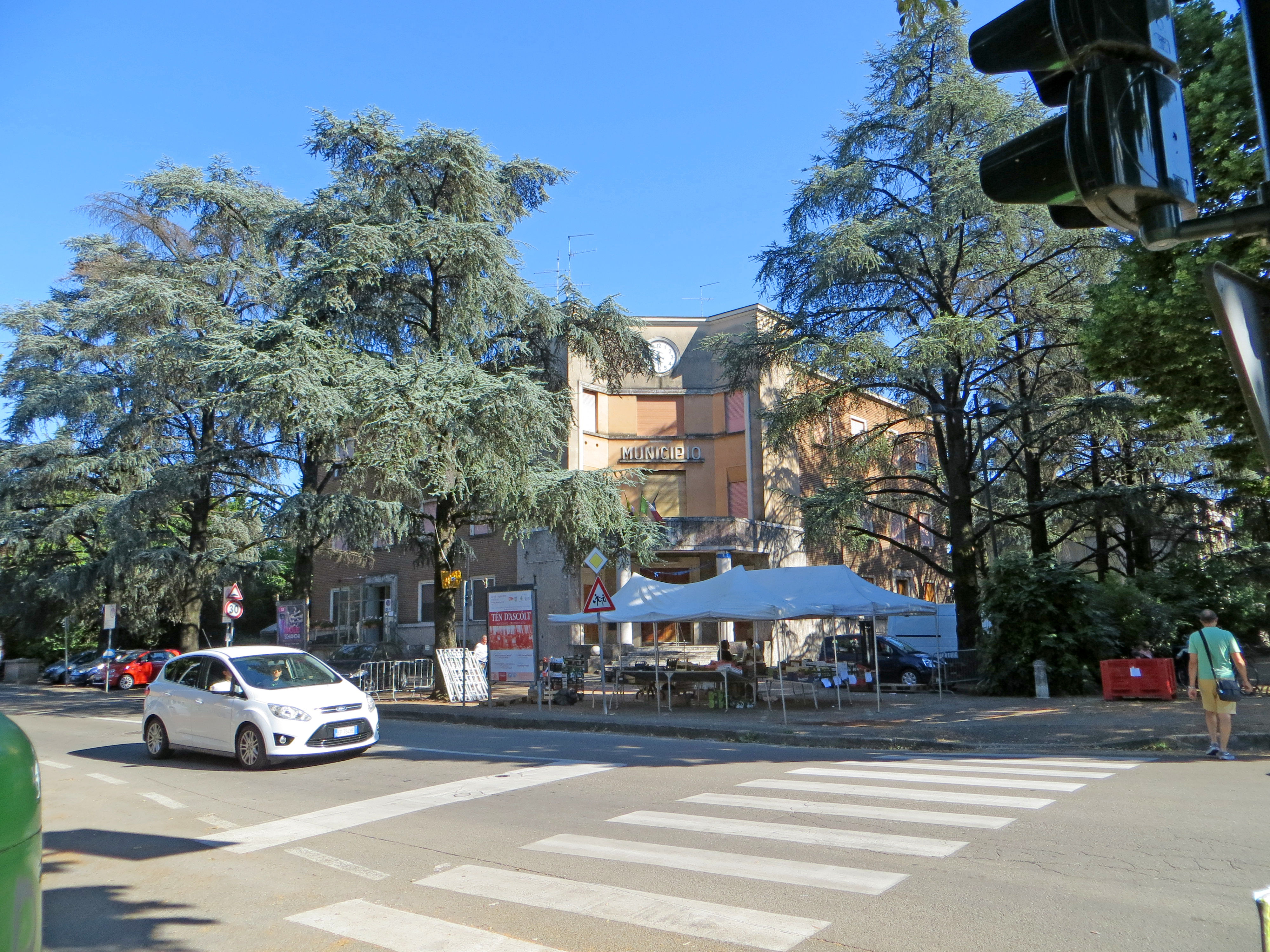
L'ex municipio, ora sede del quartiere, a Corcagnano

Il quartiere Vigatto comprende sette frazioni:
- Alberi
- Carignano
- Corcagnano, sede del quartiere
- Gaione
- Panocchia
- San Ruffino
- Vigatto

## Economia
L'economia del quartiere, data la vastità del territorio coltivato, si basa prevalentemente sull'agricoltura, ma sono presenti nelle frazioni anche vari insediamenti produttivi di tipo artigianale e industriale, in parte legati al settore alimentare.

## Infrastrutture e trasporti
In prossimità dell'abitato di Vigatto si trova un'aviosuperficie ufficialmente riconosciuta dall'ENAC e gestita dall'Aeroporto di Parma.